# Shintaido

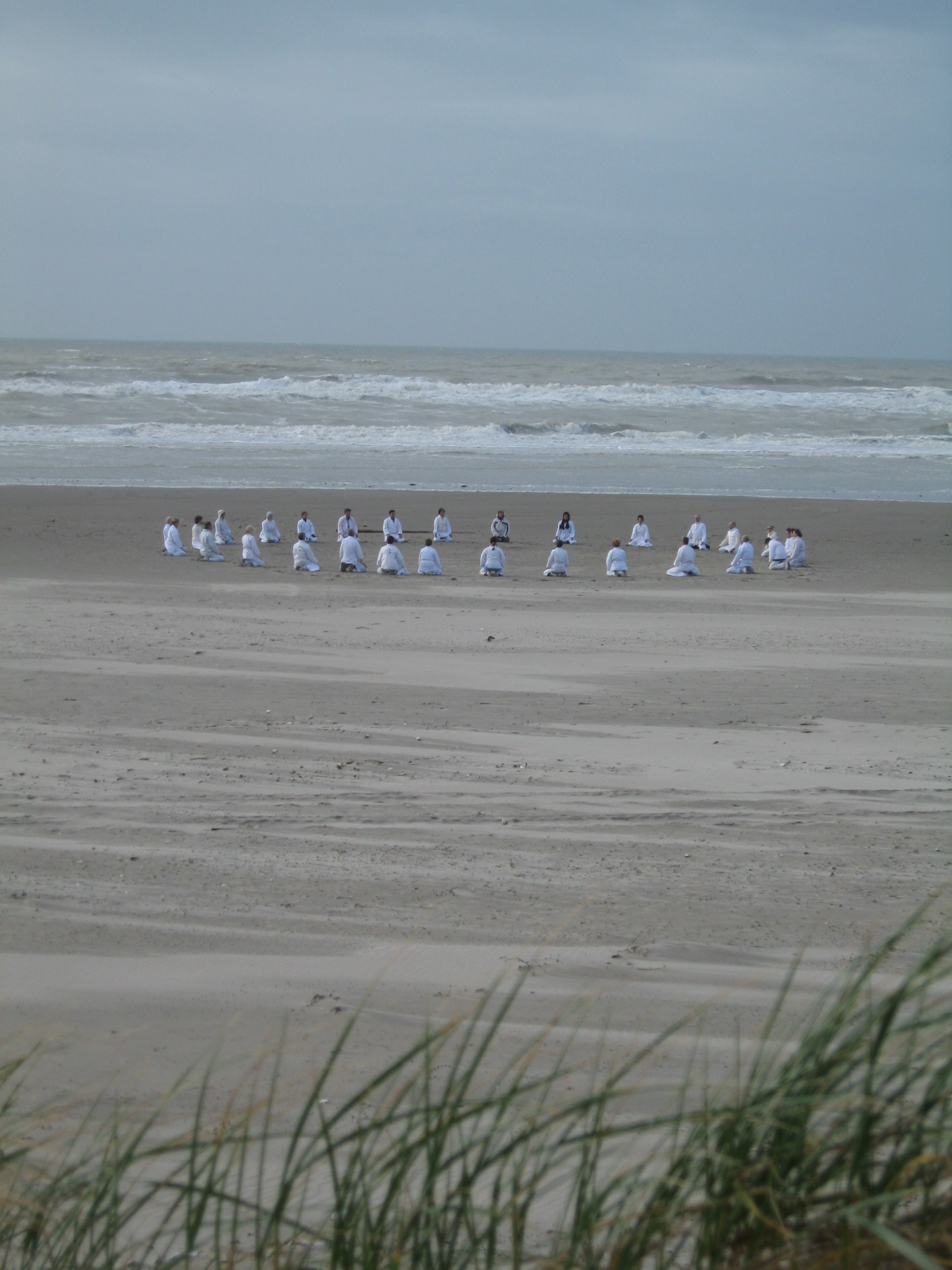
stage di shintaido

Shintaido (新体道), che significa "Nuova Via del Corpo", è un movimento artistico emerso da una serie di ricerche sulle arti marziali e sull'arte contemporanea e teatrale condotte da Aoki Sensei negli anni sessanta. È un sistema di movimenti il cui scopo è usare il corpo come mezzo di espressione e comunicazione. Incorpora elementi fisici e artistici, ed è creato in Giappone negli anni Sessanta. Le sue radici sono poste nelle arti marziali giapponesi tradizionali, nella medicina cinese e nelle tecniche di meditazione Buddista, mentre il suo ideatore Hiroyuki Aoki Sensei era influenzato anche dalla moderna arte Occidentale e dal Cristianesimo.
Oltre ad essere una pratica marziale, lo Shintaido vuole essere una forma di espressione artistica, un sano esercizio, una forma di scoperta e di trasformazione di se stessi.
Shintaido è praticato a mani nude, ma il curriculum include anche bōjutsu (棒術), che implica l'uso di un bastone lungo (chiamato bō, 棒), e kenjutsu (剣術), dove si usa una spada di legno (chiamata bokuto, 木刀).